# 남수단의 행정 구역

남수단의 행정 구역은 10개의 주와 2개의 행정구, 1개의 특별행정구가 있으며 그 밑으로는 순서대로 군과 지방자치체, 파얌, 보마로 이루어져 있다. 또 주의 위로는 지역을 나누는 3개의 지방(바르알가잘, 에콰토리아, 상 나일)이 존재하나 행정 기능은 없다.
2011년 남수단이 독립하면서 수단의 행정구역을 그대로 물려받아 2015년까지 10개의 주가 있었다. 그러나 남수단 내전 때 살바 키르 대통령은 10개 주에서 28개 주로의 재편을 발표해 리에크 마차르의 반군 세력은 헌법 위반과 평화 협정 위반이라며 반발했으나 국회는 이 대통령령을 승인했다. 2017년에는 또 다시 32개의 주로 늘어났다.
2020년 평화 협정 체결으로 남수단 내전이 종전하면서 협정 조건으로 행정 구역이 독립 당시의 10개 주로 돌아왔으며 3개의 행정구가 신설되어 현재에 이른다.

## 이전의 행정 구역

### 1994년 ~ 2015년

남수단의 행정 구역 (2015년 이전)

남수단 독립 전 수단의 행정 구역

2015년까지 남수단은 10개 주로 구성되어 있었다.
- 동에콰토리아주
- 레이크스주
- 북바르알가잘주
- 상나일주
- 서바르알가잘주
- 서에콰토리아주
- 와랍주
- 유니티주
- 종글레이주
- 중앙에콰토리아주

### 2015년 ~ 2020년

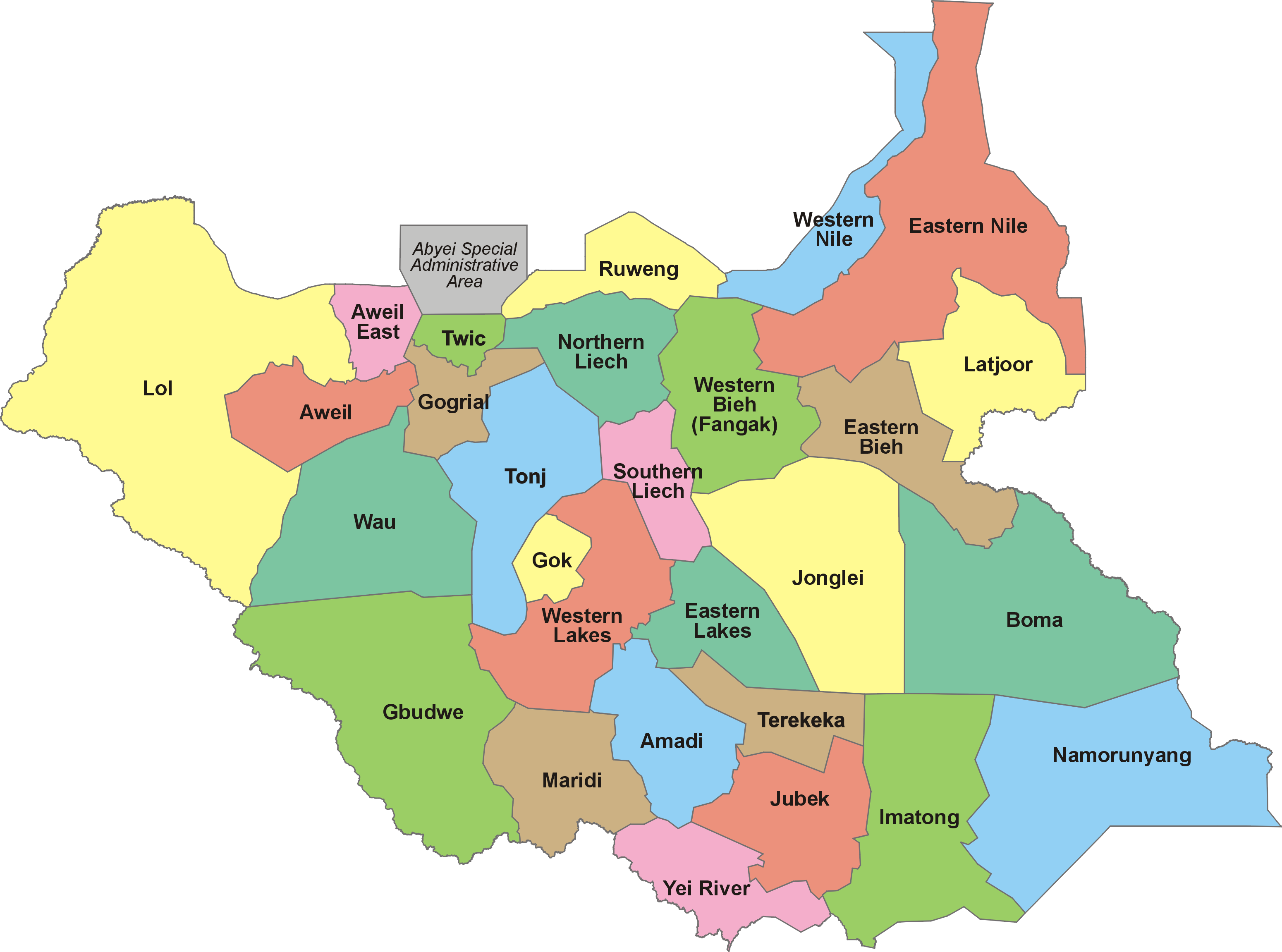
남수단의 행정 구역 (2015년 ~ 2020년)

남수단은 2015년에 실시된 행정 구역 개편에 따라 28개 주로 구성되어 있다.
- 에콰토리아
  - 아마디주 (Amadi State)
  - 그부드웨주 (Gbudwe State)
  - 이마통주 (Imatong State)
  - 주베크주 (Jubek State)
  - 마리디주 (Maridi State)
  - 나모루냥주 (Namorunyang State)
  - 테레케카주 (Terekeka State)
  - 예이리버주 (Yei River)
- 상나일지방
  - 보마주 (Boma State)
  - 동비에주 (Eastern Bieh State)
  - 동나일주 (Eastern Nile State)
  - 팡가크주 (Fangak State)
  - 종글레이주 (Jonglei State)
  - 라초르주 (Latjoor State)
  - 북리에치주 (Northern Liech State)
  - 루웽주 (Ruweng State)
  - 남리에치주 (Southern Liech State)
  - 서나일주 (Western Nile)
- 바르알가잘
  - 아웨일주 (Aweil State)
  - 동아웨일주 (Aweil East State)
  - 동레이크스주 (Eastern Lakes State)
  - 고그리알주 (Gogrial State)
  - 고크주 (Gok State)
  - 롤주 (Lol State)
  - 톤즈주 (Tonj State)
  - 트위크주 (Twic State)
  - 와우주 (Wau State)
  - 서레이크스주 (Western Lakes State)